# Байгончик Татарський
Байгончик Татарський (Бай-Кончек Татарський; після 1948 року Пирогове; крим.: Tatar Bay Könçek, Татар Бай Коньчек) — ліквідоване село в Джанкойському районі Республіки Крим, що розташоване на південному сході району. Включене до складу села Октябр, зараз — південна частина селища.

### Динаміка чисельності населення
| - 1806 — 157 ос. - 1849 — 140 ос. - 1864 — 37 ос. - 1889 — 221 ос. | - 1900 — 187 ос. - 1915 — 38/16 ос. - 1926 — 160 ос. |

## Історія
Перша документальна згадка села зустрічається в Камеральному Описі Криму … 1784 року, судячи з якого, в останній період Кримського ханства Байконжек входив до Насівського кадилика Карасубазарського каймаканства. Після анексії Криму Росією (8) 19 квітня 1783 року, (8) 19 лютого 1784 року, іменним указом Катерини II сенату, на території колишнього Кримського Ханства була утворена Таврійська область і село було приписано до Перекопського повіту. Після Павловських реформ, з 1796 по 1802 рік, входила до Перекопського повіту Новоросійської губернії. За новим адміністративним поділом, після створення 8 (20) жовтня 1802 Таврійської губернії, Байгончик був включений до складу Таганашмінської волості Перекопського повіту.
За Відомістю про всі селища в Перекопському повіті, що складаються з показанням в якій волості скільки числом дворів і душ … від 21 жовтня 1805 в селі Байкончек вважалося 27 дворів, 152 кримських татарина, 1 ясир і 5 циган. На військово-топографічній карті генерал-майора Мухіна 1817 року село Байгунчик позначено з 26 дворами. Після реформи волосного поділу 1829 року Байгунчик, згідно з «Відомістю про казенні волості Таврійської губернії 1829 року», віднесли до Башкирицької волості (перейменованої з Таганашмінської). На карті 1836 в селі 30 дворів, як і на карті 1842 року. Відповідно до Військово-статистичного огляду Російської Імперії 1849 Байгунчик, належав до найбільших сіл Перекопського повіту з населенням 140 осіб.
У 1860-х роках, після земської реформи Олександра II, село визначили центром нової Байгончекської волості того ж повіту. Згідно з «Пам'ятною книжкою Таврійської губернії за 1867 рік», село Байгончик було покинуте жителями у 1860—1864 роках — внаслідок еміграції кримських татар, особливо масової після Кримської війни 1853—1856 років, до Туреччини, і залишалося в руїнах. Однак у «Списку населених місць Таврійської губернії за даними 1864», складеному за результатами VIII ревізії 1864, Байгончик — вже господарське татарське село, з 10 дворами, 37 жителями і мечеттю при колодязях. На триверстової карті 1865—1876 в селі Байкончек відзначені 11 дворів. У «Пам'ятній книзі Таврійської губернії 1889», що включила результати Х ревізії 1887, записано село Байгончек, з 45 дворами і 221 жителем.
Після земської реформи 1890 року село віднесли до Ак-Шеихской волості, але у «…Пам'ятній книжці Таврійської губернії на 1892 рік» вона чомусь записана. За «…Пам'ятною книжкою Таврійської губернії на 1900 рік», у Байгончику вважалося 187 жителів у 35 дворах. За Статистичним довідником Таврійської губернії. ч. Друга. Статистичний нарис, випуск п'ятий Перекопський повіт, 1915 рік , у селі Байгончик Старий Ак-Шеїхської волості Перекопського повіту вважалося 8 дворів з татарським населенням у кількості 38 осіб приписних жителів і 16 — «сторонніх».
Після встановлення в Криму Радянської влади за постановою Кримрівкому від 8 січня 1921 року № 206 «Про зміну адміністративних кордонів» було скасовано волосну систему і у складі Джанкойського повіту було створено Джанкойський район. У 1922 повіти перетворили на округи. 11 жовтня 1923 року, згідно з постановою ВЦВК, до адміністративного поділу Кримської АРСР було внесено зміни, внаслідок яких округи було ліквідовано, основною адміністративною одиницею став Джанкойський район і село включили до його складу. За Списком населених пунктів Кримської АРСР по Всесоюзному перепису 17 грудня 1926 року, в селі Байгончик, Ак-Шеїхської сільради Джанкойського району, вважалося 34 двори, з них 32 селянських, населення становило 160 осіб, з них 79 татар, 45 росіян, 23 німця, 5 вірмен, 3 українці, 4 записані у графі «інші», діяла російсько-татарська школа. Після утворення в 1935 Колайського району (перейменованого указом ВР РРФСР № 621/6 від 14 грудня 1944 в Азовський) село включили до його складу.
В 1944, після очищення Криму від нацистів, за Постановою ДКО СРСР № 5859 від 11 травня 1944, 18 травня кримські татари були депортовані в Середню Азію. 12 серпня 1944 року було прийнято постанову № ГОКО-6372с «Про переселення колгоспників у райони Криму», і у вересні 1944 року в Азовський район Криму приїхали перші новосели (162 сім'ї) з Житомирської області, а на початку 1950-х років була друга хвиля переселенців з різних областей України. З 25 червня 1946 року у складі Кримської області РРФСР. Указом Президії Верховної Ради РРФСР від 18 травня 1948 Байгончик татарський перейменували в Пирогове. 26 квітня 1954 року Кримська область була передана зі складу РРФСР до складу УРСР. На 15 червня 1960 року село вважалося у складі Травневої сільради. Указом Президії Верховної Ради УРСР «Про укрупнення сільських районів Кримської області» від 30 грудня 1962 року Азовський район було скасовано і село приєднали до Джанкойського. До 1968 Пирогове приєднали до села Октябр (за довідником «Кримська область. Адміністративно-територіальний поділ на 1 січня 1968» — в період з 1954 по 1968 роки).